# BMW R 16

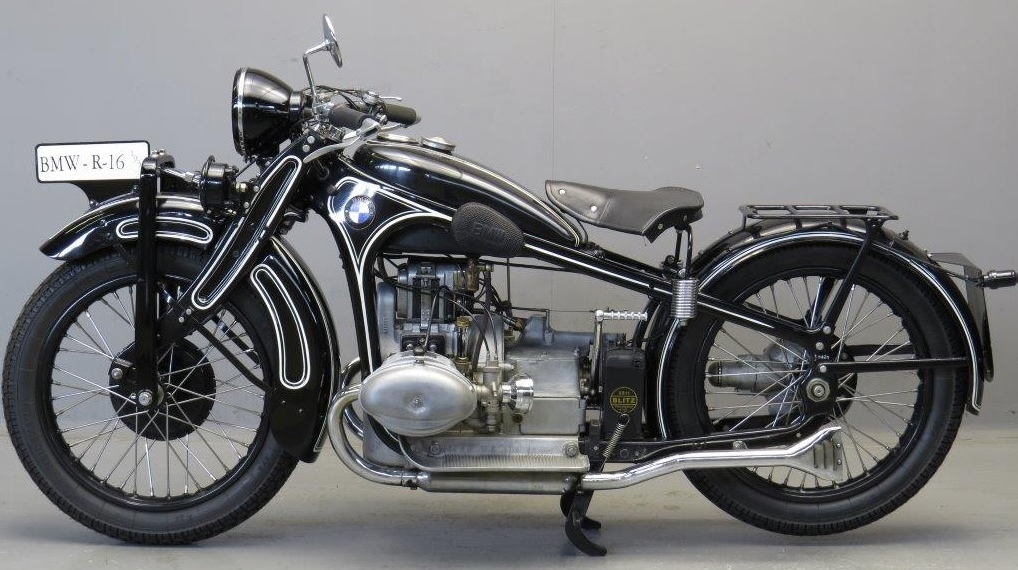
BMW R 16 (1933)

Die BMW R 16 ist ein von 1930 bis 1934 von BMW hergestelltes Motorrad mit Zweizylinder-Boxer-Viertaktmotor. Sie war als Sportmotorrad das Schwestermodell der R 11, die mit seitengesteuertem Motor als Tourenmotorrad ausgelegt war.

## Geschichte
Auf der Londoner Olympiashow im November 1928 präsentierte BMW mit der R 16 und der R 11 die ersten Motorräder mit Pressstahlrahmen.
In den Preislisten Nr. 37 und Nr. 38 vom Januar und Februar 1929 waren die Motorräder mit Pressstahlrahmen für das „Frühjahr 1929“ angekündigt; in der Preisliste Nr. 39 vom März 1929 waren sie nicht mehr gelistet.
Die Auslieferung der Motorräder begann in Deutschland erst im Sommer 1930.

## Technik
1929 änderte BMW die Rahmenbauweise der Motorräder. Man kehrte vom Rohrrahmen ab und baute nun für einige Jahre aus Blechen gepresste Rahmen mit Vernietung nach dem Vorbild der Presstahl-Motorräder von Ernst Neumann-Neander. Die 750er Zweizylinder-Boxer-Modelle hießen bei gleich gebliebenen Motoren nun als Tourenmodell R 11 und als sportliche OHV-Variante R 16.
Die Vordergabel war weiterhin eine gezogene Kurzschwinge mit Blattfederung.

## Versionen
Die R 16 wurde in 5 Serien produziert.
- Serie 1 (1929–30): Serienmäßig mit Beleuchtung und Tachometer
- Serie 2 (1930–32): Verbreiterung der Kardanbremse, Zweischeibenkupplung
- Serie 3 (1932): Zwei Amal-Vergaser, Zugfedersattel, Stoßdämpfer
- Serie 4 (1933): Tankschaltung, Batteriezündung
- Serie 5 (1934): Nockenwellenantrieb durch Steuerkette

## Technische Daten

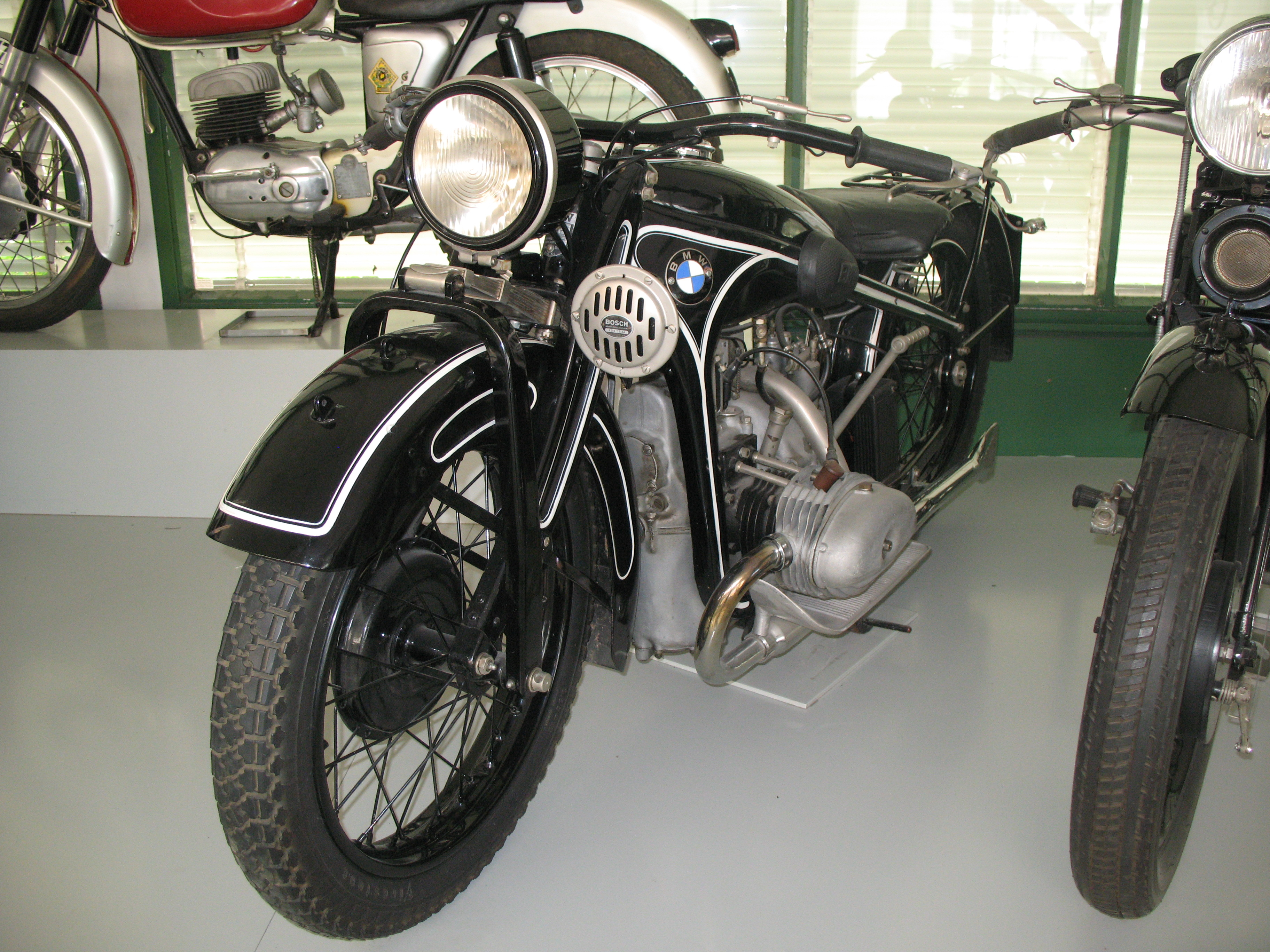
R 16 im Verkehrshaus der Schweiz

| Kenngröße              | Daten der R 16 Serie 1       | Daten der R 16 Serie 5       |
| ---------------------- | ---------------------------- | ---------------------------- |
| Bohrung                | 83 mm                        | 83 mm                        |
| Hub                    | 68 mm                        | 68 mm                        |
| Hubraum                | 736 cm³                      | 736 cm³                      |
| Verdichtungsverhältnis | 6,5 : 1                      | 7,0 : 1                      |
| Leistung               | 25 PS (18 kW) bei 4500 min−1 | 33 PS (24 kW) bei 4500 min−1 |
| Höchstgeschwindigkeit  | 120 km/h                     | 126 km/h                     |
| Leergewicht            | 165 kg                       | 165 kg                       |
| Tankinhalt             | 14 Liter                     | 14 Liter                     |